# Сигридюр Бьёрк Гвюдьоунсдоуттир
Сигридюр Бьёрк Гвюдьоунсдоуттир (исл. Sigríður Björk Guðjónsdóttir; род. 10 июля 1969) — исландский юрист. Начальник полиции Исландии с 16 марта 2020 года.

## Биография
Родилась 10 июля 1969 года.
В 1988 году окончила среднюю школу второй ступени в Рейкьявике (MR). 
В 1993 году окончила юридический факультет Исландского университета со степенью кандидата права (cand.jur.). Продолжила обучение в аспирантуре юридического факультета Копенгагенского университета в 1995—1996 годах. В 2002 году окончила магистратуру по европейскому праву в Лундском университете в Швеции. В 2004—2005 годах прошла годичный курс для старших офицеров в Европейском полицейском колледже (CEPOL). В 2020 году окончила магистратуру по государственному управлению в Исландском университете.
С 1996 по 2002 год — руководитель налоговой службы региона Вестфирдир. С 2002 по 2006 год — сислюмадюр (шериф в сисле) в Исафьордюре. С 2007 по 2008 год — заместитель начальника полиции Исландии. С января 2009 по август 2014 год — начальник полиции региона Сюдюрнес. С сентября 2014 года по 2020 год — начальник полиции Хёвюдборгарсвайдида («Столичного региона»).
12 марта 2020 года министр юстиции Ауслёйг Адна Сигюрбьёднсдоуттир назначила Сигридюр Бьёрк начальником полиции Исландии. Вступила в должность 16 марта. Её предшественник, Харальдюр Йоханнессен ушёл на пенсию в декабре предыдущего года. С 1 января его обязанности временно исполнял начальник полиции Сюдюрланда Кьяртан Торкельссон (Kjartan Þorkelsson).